# Ковальчук, Артём Анатольевич
Артём Анатольевич Ковальчук (20 марта 1982 — 21 марта 2016) — российский пауэрлифтер.

## Биография
Воспитанник новгородского МОУДОД СДЮСШОР № 1, тренер — Е. А. Богданов.
В 2007 году Артём победил на чемпионате России среди студентов, его результат составил 1020 кг. В 2009 году с результатом 1000 кг А. Ковальчук завоевал бронзу чемпионата России.
В 2011 году на 2 чемпионате России по классическому пауэрлифтингу Артём стал чемпионом.
В 2012 году он снова чемпион страны в классическом пауэрлифтинге. На чемпионате России (классический пауэрлифтинг) 2014 года Артём стал вторым и, войдя в сборную, участвовал в чемпионате мира, но в ЮАР он стал лишь четвёртым.
В конце декабря 2014 года на чемпионате России по классическому пауэрлифтингу Артём становится победителем, в марте 2015 года — становится вице-чемпионом Европы, а в июне становится шестым на чемпионате мира.
В конце декабря 2015 года снова становится чемпионом России по классическому пауэрлифтингу.
21 марта 2016 года, на следующий день после 34-летия, тело спортсмена обнаружил в его собственной квартире на Большой Московской улице тренер Евгений Богданов. Похоронен на Ермолинском кладбище.